# Gracia-Orlová
A Gracia-Orlová é uma carreira ciclista feminina checa que se disputa na região de Morávia-Silésia acabando sempre em Orlová, no final do mês de abril a princípios de maio.
Criou-se em 1987 como amador, convertendo-se numa das primeiras carreiras de ciclismo feminino, com o nome de Družba Žem, ainda que desde a sua primeira edição participaram corredoras profissionais de primeiro nível de facto em seu palmarés destacam as ciclistas mais importantes do momento. Ao longo da sua história tem tido outros nomes como o mencionado Družba Žem (1987-1989), Gracia-Tour (1990-1994) e Gracia ČEZ-EDĚ (1995-2001) até chegar ao Gracia-Orlová actual desde o 2002. Em 2004 começou a ser completamente profissional na categoria 2.9.2 (última categoria do profissionalismo) renomeando-se essa categoria em 2005 pela 2.2 mantendo a carreira dito status.
Sempre tem tido 5 etapas ou 4 etapas mais prólogo. Devido à proximidade da região da Morávia-Silésia à fronteira polaca em algumas edições as duas etapas centrais (nas que sempre há uma contrarrelógio) se disputaram na Polónia sendo muitas delas uma contrarrelógio de 18 km em Kuźnia Raciborska (Voivodato da Silésia).         

## Palmarés
| Ano                       | Vencedor                   | Segundo                 | Terceiro                |           |
| ------------------------- | -------------------------- | ----------------------- | ----------------------- | --------- |
| edições amador Družba Žem |                            |                         |                         |           |
| 1987                      | Angela Ranft               | Petra Rossner           | Kerstin Arndt           |           |
| 1988                      | Radka Kynclova             | Petra Rossner           | Angela Kindling         |           |
| 1989                      | Angela Ranft               | Ildiko Paczova          | Radka Kynclova          |           |
| Gracia Tour               |                            |                         |                         |           |
| 1990                      | Radka Kynclova             | Eva Orvošová            | Jana Polokova           |           |
| 1991                      | Ildiko Paczova             | Eva Orvošová            | Alena Barillová         |           |
| 1992                      | Valentina Gerasimova       | Marina Prudnikova       | Elena Ogui              |           |
| 1993                      | Rasa Polikevičiūtė         | Alexandra Koliasseva    | Tamara Poliakova        |           |
| 1994                      | Gulnara Fatkúlina          | Svetlana Samokhvalova   | Olga Sokolowa           |           |
| Gracia ČEZ-EDĚ            |                            |                         |                         |           |
| 1995                      | Hanka Kupfernagel          | Judith Arndt            | Valentina Gerasimova    |           |
| 1996                      | Hanka Kupfernagel          | Lenka Ilavská           | Barbara Heeb            |           |
| 1997                      | Hanka Kupfernagel          | Barbara Heeb            | Zulfiya Zabirova        |           |
| 1998                      | Marcia Eicher              | Kathy Watt              | Lenka Ilavská           |           |
| 1999                      | Hanka Kupfernagel          | Tetyana Styazhkina      | Ioulia Mourenkaia       |           |
| 2000                      | Hanka Kupfernagel          | Meike de Bruijn         | Monica Valvik           |           |
| 2001                      | Judith Arndt               | Nicole Brändli          | Lara Ruthven            |           |
| Gracia-Orlová             |                            |                         |                         |           |
| 2002                      | Amber Neben                | Hanka Kupfernagel       | Priska Doppmann         |           |
| 2003                      | Nicole Brändli             | Judith Arndt            | Lada Kozlíková          |           |
| edições profissionais     |                            |                         |                         |           |
| 2004                      | Nicole Brändli             | Annette Beutler         | Karin Thürig            |           |
| 2005                      | Judith Arndt               | Susanne Ljungskog       | Madeleine Sandig        |           |
| 2006                      | Judith Arndt               | Amber Neben             | Nicole Brändli          |           |
| 2007                      | Judith Arndt               | Alexandra Burtschenkowa | Andrea Bosman           |           |
| 2008                      | Marianne Vos               | Luise Keller            | Alexandra Burtschenkowa |           |
| 2009                      | Trixi Worrack              | Fabiana Luperini        | Marianne Vos            |           |
| 2010                      | Marianne Vos               | Annemiek van Vleuten    | Nicole Cooke            |           |
| 2011                      | Tatiana Antoshina          | Natalja Bojarskaja      | Swetlana Bubnenkowa     |           |
| 2012                      | Evelyn Stevens             | Trixi Worrack           | Sharon Laws             |           |
| 2013                      | Ellen van Dijk             | Evelyn Stevens          | Emma Pooley             |           |
| 2014                      | Paulina Brzeźna-Bentkowska | Katrin Garfoot          | Eugenia Bujak           |           |
| 2015                      | Alena Amialiusik           | Trixi Worrack           | Eugenia Bujak           |           |
| 2016                      | Olena Pavlukhina           | Shara Gillow            | Alena Amialiusik        |           |
| 2017                      | Riejanne Markus            | Anouska Koster          | Moniek Tenniglo         |           |
| 2018                      | Emilia Fahlin              | Olga Zabelinskaya       | Maria Novolodskaya      |           |
| 2019                      | Marta Bastianelli          | Julie Van de Velde      | Maria Novolodskaya      |           |
| 2020                      | cancelado                  | cancelado               | cancelado               | cancelado |
| 2021                      | cancelado                  | cancelado               | cancelado               | cancelado |
| 2022                      | Agnieszka Skalniak-Sójka   | Jenny Rissveds          | Christina Schweinberger |           |
| 2023                      | Jenny Rissveds             | Dominika Włodarczyk     | Emilia Fahlin           |           |
| 2024                      | Corinna Lechner            | Mirre Knaven            | Urška Žigart            |           |
| 2025                      |                            |                         |                         |           |

## Palmarés por países
| País                         | Vitórias |
| ---------------------------- | -------- |
| Alemanha Oriental + Alemanha | 12       |
| Países Baixos                | 4        |
| Tchecoslováquia              | 3        |
| Suíça                        | 3        |
| Rússia                       | 3        |
| Estados Unidos               | 2        |
| Lituânia                     | 1        |
| Polónia                      | 1        |
| Bielorrússia                 | 1        |
| Azerbaijão                   | 1        |
| Suécia                       | 1        |
| Itália                       | 1        |